# Torre do Terrenho
Torre do Terrenho é uma povoação portuguesa do Município de Trancoso que foi sede da extinta Freguesia de Torre do Terrenho, freguesia que tinha 14,03 km² de área e 158 habitantes (2011), e, por isso, uma densidade populacional de 11,3 hab/km².
Em 2013, a Freguesia de Torre do Terrenho foi extinta (agregada) tendo o seu território passado a fazer parte da nova União das Freguesias de Torre do Terrenho, Sebadelhe da Serra e Terrenho.

## População
★ Pelo decreto lei nº 42.848, de 15/02/1960, foi transferida uma fracção do território desta freguesia para a freguesia de Terrenho

| População da freguesia de Torre do Terrenho | População da freguesia de Torre do Terrenho | População da freguesia de Torre do Terrenho | População da freguesia de Torre do Terrenho | População da freguesia de Torre do Terrenho | População da freguesia de Torre do Terrenho | População da freguesia de Torre do Terrenho | População da freguesia de Torre do Terrenho | População da freguesia de Torre do Terrenho | População da freguesia de Torre do Terrenho | População da freguesia de Torre do Terrenho | População da freguesia de Torre do Terrenho | População da freguesia de Torre do Terrenho | População da freguesia de Torre do Terrenho | População da freguesia de Torre do Terrenho |
| ------------------------------------------- | ------------------------------------------- | ------------------------------------------- | ------------------------------------------- | ------------------------------------------- | ------------------------------------------- | ------------------------------------------- | ------------------------------------------- | ------------------------------------------- | ------------------------------------------- | ------------------------------------------- | ------------------------------------------- | ------------------------------------------- | ------------------------------------------- | ------------------------------------------- |
| 1864                                        | 1878                                        | 1890                                        | 1900                                        | 1911                                        | 1920                                        | 1930                                        | 1940                                        | 1950                                        | 1960                                        | 1970                                        | 1981                                        | 1991                                        | 2001                                        | 2011                                        |
| 521                                         | 552                                         | 533                                         | 527                                         | 526                                         | 533                                         | 415                                         | 480                                         | 493                                         | 464                                         | 404                                         | 290                                         | 228                                         | 211                                         | 158                                         |

			
Por idades em 2001 e 2021			

| 0-14 anos | 15-24 anos | 25-64 anos | 65 e + anos |
| 34 \| 20  | 20 \| 15   | 94 \| 72   | 63 \| 51    |
| -41%      | -25%       | -23%       | -19%        |

## Património
- Igreja Paroquial de Torre de Terrenho ou Igreja de Nossa Senhora do Pranto
- Casa, Capela de Nossa Senhora da Penha, Capela do Solar da Torre de Terrenho ou Solar dos Brasis
- Conjunto: Torre de Terrenho, casa e capela